# Chantal Botts
Chantal Botts (* 30. März 1976 in Witbank) ist eine ehemalige südafrikanische Badmintonspielerin. 

## Karriere
Chantal Botts nahm 2004 und 2008 im Badminton im Damendoppel an Olympia teil. Bei beiden Teilnahmen schied sie jedoch mit Michelle Edwards in der ersten Runde aus. Die Afrikameisterschaft gewannen beide gemeinsam 2002, 2004 und 2007 ebenso wie die Afrikaspiele 2003 und 2007.

## Sportliche Erfolge
| Saison | Veranstaltung                 | Disziplin   | Platz | Name                             |
| ------ | ----------------------------- | ----------- | ----- | -------------------------------- |
| 1999   | South Africa International    | Damendoppel | 1     | Chantal Botts / Linda Montignies |
| 2001   | South Africa International    | Damendoppel | 1     | Chantal Botts / Michelle Edwards |
| 2002   | Afrikameisterschaft           | Mixed       | 2     | Johan Kleingeld / Chantal Botts  |
| 2002   | Südafrikanische Meisterschaft | Damendoppel | 1     | Michelle Edwards / Chantal Botts |
| 2002   | South Africa International    | Damendoppel | 1     | Chantal Botts / Michelle Edwards |
| 2002   | Afrikameisterschaft           | Damendoppel | 1     | Michelle Edwards / Chantal Botts |
| 2003   | Südafrikanische Meisterschaft | Damendoppel | 1     | Michelle Edwards / Chantal Botts |
| 2003   | Afrikaspiele                  | Damendoppel | 1     | Michelle Edwards / Chantal Botts |
| 2004   | Südafrikanische Meisterschaft | Damendoppel | 1     | Michelle Edwards / Chantal Botts |
| 2004   | Afrikameisterschaft           | Dameneinzel | 2     | Chantal Botts                    |
| 2004   | Afrikameisterschaft           | Damendoppel | 1     | Michelle Edwards / Chantal Botts |
| 2005   | South Africa International    | Damendoppel | 1     | Chantal Botts / Michelle Edwards |
| 2006   | South Africa International    | Damendoppel | 1     | Chantal Botts / Michelle Edwards |
| 2006   | Mauritius International       | Damendoppel | 2     | Chantal Botts / Karen Foo Kune   |
| 2006   | Südafrikanische Meisterschaft | Damendoppel | 1     | Michelle Edwards / Chantal Botts |
| 2007   | Mauritius International       | Mixed       | 3     | Willem Viljoen / Chantal Botts   |
| 2007   | Mauritius International       | Damendoppel | 2     | Michelle Edwards / Chantal Botts |
| 2007   | Südafrikanische Meisterschaft | Damendoppel | 1     | Michelle Edwards / Chantal Botts |
| 2007   | Afrikaspiele                  | Damendoppel | 1     | Michelle Edwards / Chantal Botts |
| 2007   | Afrikameisterschaft           | Damendoppel | 1     | Michelle Edwards / Chantal Botts |
| 2008   | Südafrikanische Meisterschaft | Damendoppel | 1     | Michelle Edwards / Chantal Botts |
| 2008   | Mauritius International       | Damendoppel | 1     | Chantal Botts / Michelle Edwards |